# Аганозерское месторождение

Аганозе́рское месторождение — российское месторождение хромовой руды на территории Пудожского района Республики Карелия.

## Общие сведения
Расположено в 30 км к востоку от Онежского озера, в 40 км к северу от Пудожа в окрестностях озера Аганозеро.
Первые сведения о наличии хромовой руды получены Карельской комплексной геологоразведочной экспедицией в 1956 году. С 1996 года проводится геологическое изучение и разведка хромовых руд месторождения. По состоянию на сентябрь 2008 года проведена разведка месторождения и составлен технологический регламент первой очереди горнодобывающего предприятия.
На месторождении выявлены запасы хромовых руд в объёме 8,39 млн тонн (по категории С2) и 209,1 млн тонн (по категории Р1).
Месторождение расположено в южной части Бураковского массива. Главный хромитовый горизонт вытянут в меридиональном направлении на 8 км и ширину 1,5—3 км. Максимальная глубина залегания горизонта — 670 м, мощность от 1,4 до 5,4 м.
Рудами являются средне-крупнозернистые хромшпинелидовые породы с переменным содержанием минералов. Выделяются две генерации хромшпинелида — пойкилитовая вкрапленность в диопсиде и интерстиционная. Концентрация хромшпинелида составляет 30—50 % в верхней части горизонта и до 50—70 % в нижней.

## Химический состав руд
- Cr2O3 — 24,08 %
- SiO2 — 21,88 %
- Аl2O3 — 5,3 %
- FeO — 16,61 %
- СаО — 3,73 %
- Cr2O3/FeO — 1,49 %

Суммарное содержание платины и платиноидов в рудах составляет 1,23 г/т, содержание золота — до 4,5 г/т.